# Look Up
Look Up je čtvrté sólové studiové album amerického písničkáře Boba Neuwirtha, vydané dne 19. března roku 1996 prostřednictvím hudebního vydavatelství Watermelon Records. Producentem alba byl sám Neuwirth a podílela se na něm řada hudebníků, jako jsou například kytaristé Gary Lucas a Elliott Murphy či zpěvačka Patti Smith, která svým vokálem přispěla do písně „Just Like You“ (je rovněž spoluautorkou písně). Autorem obalu alba je Gilbert Shelton.

## Seznam skladeb
| Pořadí | Název                        | Autor                             | Délka |
| ------ | ---------------------------- | --------------------------------- | ----- |
| 1.     | Blue Detour                  | Bob Neuwirth                      | 3:09  |
| 2.     | I Don't Think of Her         | Neuwirth                          | 4:03  |
| 3.     | What's Our Love Coming To    | Neuwirth, Billy Swan              | 2:40  |
| 4.     | Lucky Too                    | Neuwirth                          | 3:46  |
| 5.     | Beyond the Blues             | Neuwirth, Peter Case, Tom Russell | 3:39  |
| 6.     | Nashville                    | Neuwirth, Sandy Bull              | 2:24  |
| 7.     | Gonna Lay Down My Old Guitar | Alton Delmore, Rabon Delmore      | 4:03  |
| 8.     | Everybody's Got a Job to Do  | Neuwirth, Case                    | 3:40  |
| 9.     | Heroes                       | Neuwirth                          | 5:44  |
| 10.    | Traveling Light              | Neuwirth, Case                    | 3:46  |
| 11.    | Sweet and Shiny Eyes         | Nan O'Byrne                       | 2:29  |
| 12.    | Cloudy Day                   | Neuwirth                          | 3:58  |
| 13.    | Just Like You                | Neuwirth, Patti Smith             | 2:59  |
| 14.    | Beautiful Day                | Neuwirth                          | 4:02  |
| 15.    | Save Me Jesus                | Bobby Charles                     | 4:32  |
| 16.    | (Gilbert Says Hello)         | Neuwirth                          | 0:53  |

## Obsazení
- Bob Neuwirth – zpěv, kytara, mandolína
- Gary Lucas – kytara
- John Cooke – kytara, zpěv
- Peter Case – kytara, harmonika, zpěv
- Elliott Murphy – kytara, harmonika, zpěv
- Butch Hancock – kytara, harmonika, zpěv
- Billy Swan – kytara
- Chuck Prophet – kytara
- Bernie Leadon – kytara, baskytara, mandolína, tamburína
- Debbie Green – baskytara
- David Mansfield – baskytara
- Steven Soles – baskytara, doprovodné vokály
- Don Heffington – bicí
- Mickey Raphael – harmonika
- Matt Cartsonis – mandolína
- Sandy Bull – pedálová steel kytara, kytara, baskytara
- Gilbert Shelton – klavír
- Bruce Langthorne – klavír
- Gurf Morlix – slide kytara
- David Mansfield – slide kytara, housle
- Charlie Sexton – zpěv, housle, mandocello, buben
- Matt Cartsonis – akordeon
- Ned Albright – doprovodné vokály
- Andy Williams – zpěv
- Cindy Bullens – zpěv
- David Williams – zpěv
- Mark Olsen – zpěv
- Patti Smith – zpěv
- Rosie Flores – zpěv
- Victoria Williams – zpěv